# Vila Jaman u Splitu
Vila Jaman u Splitu, Hrvatska, na adresi Zrinsko Frankopanska 39, zaštićeno je kulturno dobro.

## Opis dobra
Sagrađena je 1913. godine. Jednokatnica kvadratnog tlocrta s prostranim vrtom izgrađena je 1913. za vlasnika Anđela Botića na parceli sjeverno od zgrade Arheološkog muzeja. Glavno istočno pročelje ima ulazni trijem na dva stupa, a uz južno pročelje je ostakljena veranda. Iako skromnih arhitektonskih vrijednosti, svjedoči o prisustvu secesije u Splitu i ladanjskoj kulturi na nekadašnjoj gradskoj periferiji. Kao primjer secesijskog oblikovanja ističu se vratnice portala i vrtna ogradu od kovanog željeza, jednostavne stilizacije.

## Zaštita
Pod oznakom Z-3269 zavedena je kao nepokretno kulturno dobro - pojedinačno, pravna statusa zaštićena kulturnog dobra, klasificiranog kao profana graditeljska baština, stambene građevine.